# Balast
Balast je masa koja se dodaje brodu da stvori određeno opterećenje i ravnotežu broda. Balast se dodaje u brodske balastne tankove u pravilu da smanje statička i dinamička opterećenja broda i za vrijeme kad je brod prazan da se smanje otpori koji se javljaju tijekom plovidbe, te da se snizi težište broda kako bi mu se povećala stablnost tijekom plovidbe.
Balastni tankovi se mogu nalaziti pri dnu broda (središnji) ili se nalaziti i na bočnim stranama broda.